# Premi individuali del Campionato mondiale di hockey su ghiaccio
Il Campionato mondiale di hockey su ghiaccio è un torneo di hockey su ghiaccio organizzato ogni anno dall'International Ice Hockey Federation (IIHF). La IIHF nel 1954 iniziò ad assegnare dei premi individuali per i migliori giocatori per ruolo, portiere, difensore e attaccante. A partire dal 1999 è stato aggiunto anche il premio per il Most Valuable Player scelto dai giornalisti.

## Lista dei vincitori
| Anno | Portiere           | Difensore          | Attaccante          | Most Valuable Player |
| ---- | ------------------ | ------------------ | ------------------- | -------------------- |
| 1954 | Don Lockhart       | Lars Björn         | Vsevolod Bobrov     |                      |
| 1955 | Don Rigazio        | Karel Gut          | Bill Warwick        |                      |
| 1956 | Willard Ikola      | Nikolaj Sologubov  | Jack McKenzie       |                      |
| 1957 | Karel Straka       | Nikolaj Sologubov  | Sven Tumba          |                      |
| 1958 | Vladimír Nadrchal  | Ivan Tregubov      | Charles Burns       |                      |
| 1959 | Nikolaj Pučkov     | J. P. Lamirande    | Robert Cleary       |                      |
| 1960 | Jack McCartan      | Nikolaj Sologubov  | Nisse Nilsson       |                      |
| 1961 | Seth Martin        | Ivan Tregubov      | Vlastimil Bubník    |                      |
| 1962 | Lennart Häggroth   | John Mayasich      | Sven Tumba          |                      |
| 1963 | Seth Martin        | Roland Stoltz      | Miroslav Vlach      |                      |
| 1964 | Seth Martin        | František Tikal    | Ėduard Ivanov       |                      |
| 1965 | Vladimír Dzurilla  | František Tikal    | Vjačeslav Staršinov |                      |
| 1966 | Seth Martin        | Aleksandr Ragulin  | Konstantin Loktev   |                      |
| 1967 | Carl Wetzel        | Vitalij Davydov    | Anatolij Firsov     |                      |
| 1968 | Ken Broderick      | Josef Horešovský   | Anatolij Firsov     |                      |
| 1969 | Leif Holmqvist     | Jan Suchý          | Ulf Sterner         |                      |
| 1970 | Urpo Ylönen        | Lennart Svedberg   | Aleksandr Mal'cev   |                      |
| 1971 | Jiří Holeček       | Jan Suchý          | Anatolij Firsov     |                      |
| 1972 | Jorma Valtonen     | František Pospíšil | Aleksandr Mal'cev   |                      |
| 1973 | Jiří Holeček       | Valerij Vasil'ev   | Boris Michajlov     |                      |
| 1974 | Vladislav Tret'jak | Lars-Erik Sjöberg  | Václav Nedomanský   |                      |
| 1975 | Jiří Holeček       | Pekka Marjamäki    | Aleksandr Jakušev   |                      |
| 1976 | Jiří Holeček       | František Pospíšil | Vladimír Martinec   |                      |
| 1977 | Göran Högosta      | Valerij Vasil'ev   | Helmuts Balderis    |                      |
| 1978 | Jiří Holeček       | Vjačeslav Fetisov  | Marcel Dionne       |                      |
| 1979 | Vladislav Tret'jak | Valerij Vasil'ev   | Wilf Paiement       |                      |
| 1981 | Peter Lindmark     | Larry Robinson     | Aleksandr Mal'cev   |                      |
| 1982 | Jiří Králík        | Vjačeslav Fetisov  | Viktor Šalimov      |                      |
| 1983 | Vladislav Tret'jak | Aleksej Kasatonov  | Jiří Lála           |                      |
| 1985 | Jiří Králík        | Vjačeslav Fetisov  | Sergej Makarov      |                      |
| 1986 | Peter Lindmark     | Vjačeslav Fetisov  | Vladimir Krutov     |                      |
| 1987 | Dominik Hašek      | Craig Hartsburg    | Vladimir Krutov     |                      |
| 1989 | Dominik Hašek      | Vjačeslav Fetisov  | Brian Bellows       |                      |
| 1990 | Artūrs Irbe        | Michail Tatarinov  | Steve Yzerman       |                      |
| 1991 | Markus Ketterer    | Jamie Macoun       | Valerij Kamenskij   |                      |
| 1992 | Tommy Söderström   | Róbert Švehla      | Mats Sundin         |                      |
| 1993 | Petr Bříza         | Il'ja Byakin       | Eric Lindros        |                      |
| 1994 | Bill Ranford       | Magnus Svensson    | Paul Kariya         |                      |
| 1995 | Jarmo Myllys       | Christer Olsson    | Saku Koivu          |                      |
| 1996 | Roman Turek        | Aleksej Žitnik     | Yanic Perreault     |                      |
| 1997 | Tommy Salo         | Rob Blake          | Michael Nylander    |                      |
| 1998 | Ari Sulander       | František Kučera   | Peter Forsberg      |                      |
| 1999 | Tommy Salo         | František Kučera   | Saku Koivu          | Teemu Selänne        |
| 2000 | Roman Čechmánek    | Petteri Nummelin   | Miroslav Šatan      | Martin Procházka     |
| 2001 | Milan Hnilička     | Kim Johnsson       | Sami Kapanen        | David Moravec        |
| 2002 | Maksim Sokolov     | Daniel Tjärnqvist  | Niklas Hagman       | Miroslav Šatan       |
| 2003 | Sean Burke         | Jay Bouwmeester    | Mats Sundin         | Mats Sundin          |
| 2004 | Ty Conklin         | Dick Tärnström     | Dany Heatley        | Dany Heatley         |
| 2005 | Tomáš Vokoun       | Wade Redden        | Aleksej Kovalëv     | Joe Thornton         |
| 2006 | Johan Holmqvist    | Niklas Kronwall    | Sidney Crosby       | Niklas Kronwall      |
| 2007 | Kari Lehtonen      | Andrej Markov      | Aleksej Morozov     | Rick Nash            |
| 2008 | Evgenij Nabokov    | Brent Burns        | Dany Heatley        | Dany Heatley         |
| 2009 | Andrėj Mezin       | Shea Weber         | Il'ja Koval'čuk     | Il'ja Koval'čuk      |
| 2010 | Dennis Endras      | Petteri Nummelin   | Pavel Dacjuk        | Dennis Endras        |
| 2011 | Viktor Fasth       | Alex Pietrangelo   | Jaromír Jágr        | Viktor Fasth         |
| 2012 | Ján Laco           | Zdeno Chára        | Evgenij Malkin      | Evgenij Malkin       |
| 2013 | Jhonas Enroth      | Roman Josi         | Petri Kontiola      | Roman Josi           |
| 2014 | Sergej Bobrovskij  | Seth Jones         | Viktor Tichonov     | Pekka Rinne          |
| 2015 | Pekka Rinne        | Brent Burns        | Jason Spezza        | Jaromír Jágr         |
| 2016 | Mikko Koskinen     | Mike Matheson      | Patrik Laine        | Patrik Laine         |